# Dowlais
Dowlais är en community i Storbritannien.   Den ligger i kommunen Merthyr Tydfil och riksdelen Wales, i den södra delen av landet, 220 km väster om huvudstaden London.
Den tätbebyggda delen av Dowlais är en del av tätorten Merthyr Tydfil.
Designern Laura Ashley föddes här.